# Вторгнення на Кубу (1741)
Вторгнення на Кубу відбулось 4/5 серпня 1741 у ході англо-іспанської війни 1739-48 років за монопольне право ввезення негрів-рабів у іспанські колонії Нового Світу (асьєнто) (ісп. Guerra del Asiento) т. зв. «Війни за вухо Дженкінса» (англ. The War of Jenkins' Ear) .

## Історія
З початку XVIII ст. монопольне право на ввезення негрів-рабів належало британській Компанії Південних морів, що у порушення умов ввозила контрабанду у значних обсягах, а Іспанія задля її обмеження проводила конфіскації англійських кораблів. Велика Британія бажала перебрати контроль над колоніями і за формальний привід до війни використала вухо капітана Роберта Дженкінса, яке іспанці мали відрізати при спробі конфіскації його корабля.
У березні-травні 1741 пройшла невдала облога Картахена-де-Індіас з найбільшою десантною операцією XVIII ст., що завершилась для англійців втратою до 2/3 особового складу вбитими і хворими. Англійці відійшли на Ямайку, де отримали поповнення. У червні 1741 року з Порт-Рояля було відправлено 9 лінкорів, 12 фрегатів, 40 транспортів з 4000 десанту для захоплення Куби. Десант складався із залишків військ з-під Картахеми і колоніальних військ з Північної Америки (3000 солдат) і тисячі ямайських негрів.
У затоці Гуантанамо на три пляжі у ніч 4-5 серпня висадились підрозділи Британської армії під командуванням генерал-майора Томаса Вентворта (англ. Thomas Wentworth) за підтримки Королівського Британського флоту під командуванням адмірала Едварда Вернона (англ. Edward Vernon). Обидва командувачі англійськими силами командували облогою Картахеми і між ними встановились напружені відносини. Затоку Гуантанамо перейменували на Кумберленд (англ. Cumberland Bay) на честь сина короля Георга II, герцога Камберлендського Вільяма Августа, що тоді командував 1 піхотним полком гвардії. Сили вторгнення не зустріли спочатку серйозного опору і вирішили просуватись до найбільшого міста Сантьяго-де-Куба на півдні Куби. План полягав у тому, що їм вдасться закріпитись у малозаселеному регіоні, використовуючи його як плацдарм для подальшого просування до столиці Гавани. Військо просувалось три дні і сповільнили своє просування за 65 миль від мети. Зокрема вони понесли значні втрати через обстріл з густих зарослів. Очікувалось, що після розвідки місцевості, зменшення загрози нападів рух буде продовжено, але табір простояв непорушно впродовж 4 місяців.
Губернатор Сантьяго-де-Куба Франсиско де ла Вега (ісп. Francisco Antonio Cagigal de la Vega, командир гарнізону Карлос Ріва Агуеро, капітан міліції Педро Гуерро мали у розпорядженні 350 солдатів і 600 ополченців. Вони не приймали відкритого бою, застосовуючи тактику партизанської війни. Скоро від тропічної спеки, несприятливої місцевості англійські загони повністю зупинились від втоми, інфекційних захворювань, серед яких переважаючою була малярія, яка спричиняла тяжку гарячку. Їх періодично турбували напади партизан. Адмірал Вернон критикував бездіяльність сухопутних загонів, але й сам не бажав атакувати з моря гарно фортифіковане місто і ризикувати кораблями, пам'ятаючи досвід Картахени. На 5 грудня 2260 солдатів хворіло на малярію, що спонукало розпочати евакуацію війська. Загалом під час операції було вбито, зникло безвісти, померло 3445 учасників англійської експедиції. На світанку 9 грудня кораблі знялись з якорів і через 10 днів прибули до Порт-Роял. Під час двох операцій Томас Вентворт втратив до 90 відсотків особового складу переважно через захворювання.
Адмірал Вернон змушений був повернутись до Великої Британії 1742, де через 4 роки був звільнений з флоту.

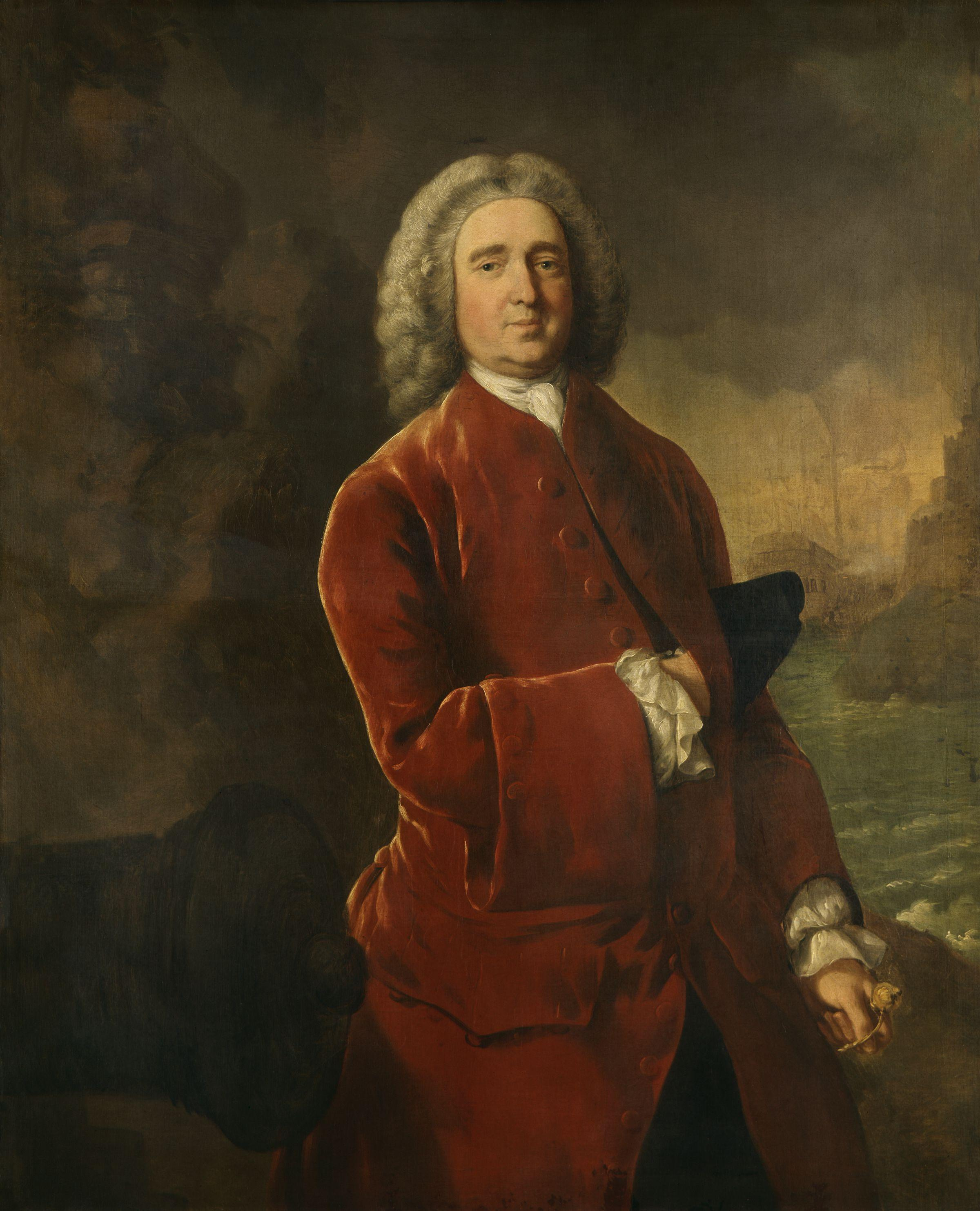
Едвард Вернон. 1753
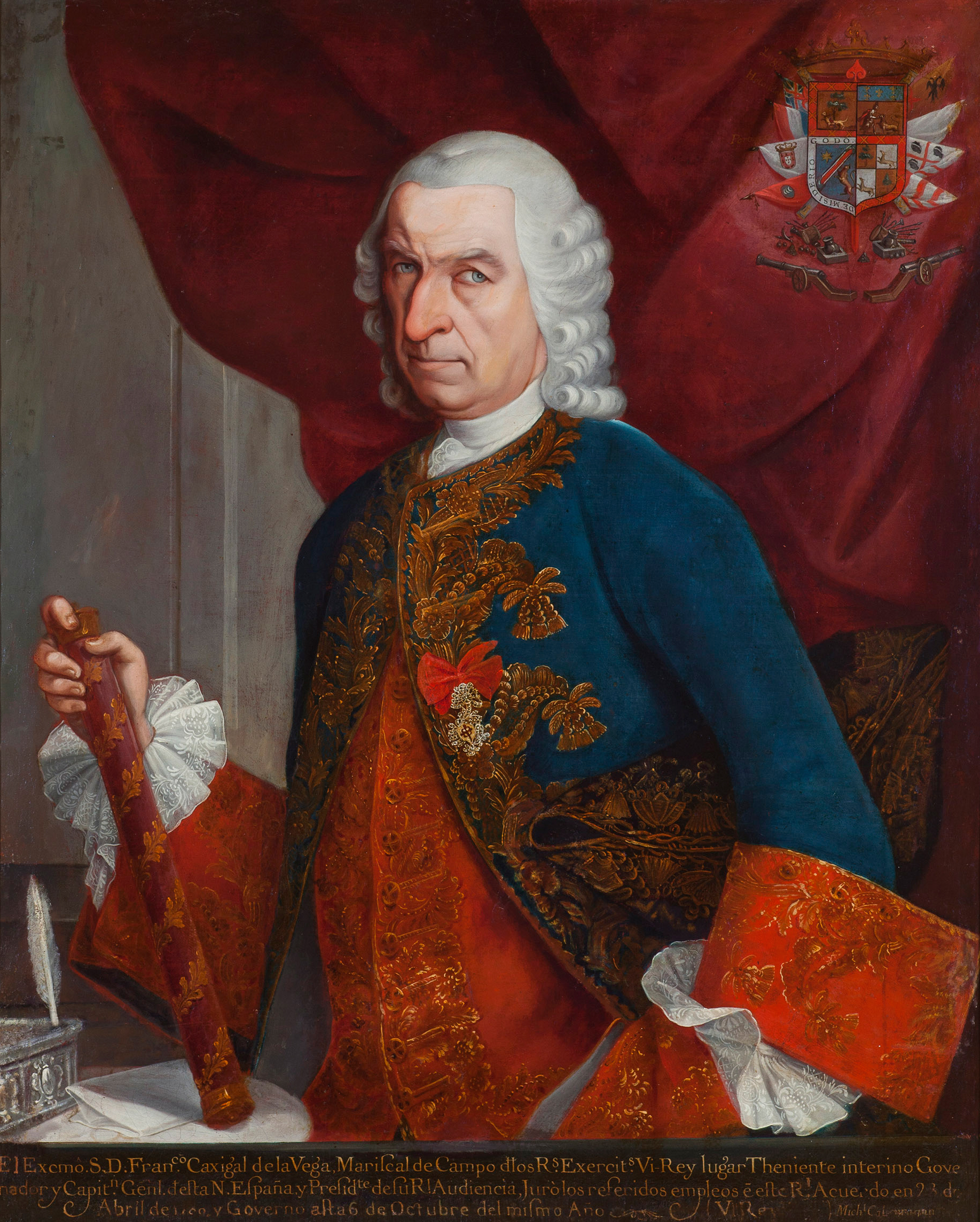
Франсиско де ла Вега
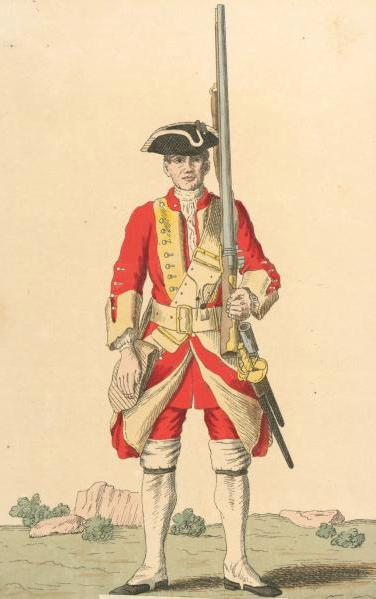
Солдат 15 піхотного полку. 1742
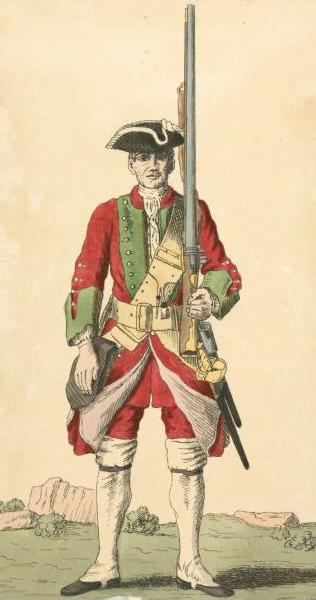
Солдат 43 полку морської піхоти. 1742